# Feel So Close
Feel So Close ist ein Lied des schottischen DJs und Musikproduzenten Calvin Harris. Das Lied ist die zweite Singleauskopplung des Albums 18 Months und wurde am 19. August 2011 veröffentlicht.

## Musikalisches
Feel So Close wurde von Harris geschrieben und produziert. Den Gesang in dem Lied übernimmt ebenfalls Harris. Der im Viervierteltakt und in E-Moll komponierte Song besitzt ein Tempo von 130 Schlägen pro Minute. Textlich besteht Feel So Close nur aus einer Strophe, welche ein zweites Mal wiederholt wird. Gegen Ende des Liedes wird die Textstelle „And there's no stopping us right now“ mehrmals wiederholt.

## Kritiken
Das Billboard Magazin schrieb, dass es eine „brillante Idee war“, das Harris den Song selbst gesungen hat. Weiter gab das Magazin an, das „Feel So Close klugerweise am Anfang von 18 Months, neben seinem anderen Monsterhit (We Found Love), platziert wurde“. Robert Copsey von Digital Spy gab dem Lied vier von fünf Sternen und bezeichnete es als „berauschendes Club-Mordsding“.

## Kommerzieller Erfolg
In den britischen Musikcharts stieg Feel So Close am 3. September 2011 direkt auf Platz zwei ein, welches zugleich die Höchstposition in diesen Charts darstellt. Für Harris war dies der sechste Top-10-Erfolg im Vereinigten Königreich. In den folgenden drei Wochen konnte sich das Lied weiter in den Top-10 halten. Am 10. Dezember 2011 war der Song das letzte Mal in den Charts notiert. Wiedereinstiege gelangen Feel So Close im Januar, Februar, März, September und November des Jahres 2012. Insgesamt verbrachte der Song 24 Wochen in den britischen Singlecharts. Für über 600.000 verkaufter Exemplare wurde Feel So Close von der British Phonographic Industry mit einer Platin-Schallplatte ausgezeichnet. In die US-amerikanischen Billboard Hot 100 stieg Feel So Close am 25. Februar 2012 auf Platz 90 ein. Am 28. April 2012 erreichte der Song mit Platz 12 seine Höchstposition in diesen Charts. Es war Harris erste Chartplatzierung in den Vereinigten Staaten als Solokünstler, zuvor war er nur mit We Found Love in diesen Charts platziert. Insgesamt konnte sich der Song 25 Wochen in diese Charts halten. Feel So Close konnte sich in den Vereinigten Staaten über 2,1 Millionen Mal verkaufen.
Erst 2013 gelang dem Lied, sich in die Schweizer Hitparade zu platzieren. Chartplatzierungen in Deutschland und Österreich gelangen nicht. Weitere Top-10-Platzierungen gelangen in Australien (Platz 7), Irland (Platz 2), Kanada (Platz 9) und Neuseeland (Platz 5).

### Chartplatzierungen
| ChartsChartplatzierungen       | Höchstplatzierung | Wochen |
| ------------------------------ | ----------------- | ------ |
| Schweiz (IFPI)                 | 57 (8 Wo.)        | 8      |
| Vereinigte Staaten (Billboard) | 12 (26 Wo.)       | 26     |
| Vereinigtes Königreich (OCC)   | 2 (24 Wo.)        | 24     |

| ChartsJahrescharts (2011)    | Platzierung |
| ---------------------------- | ----------- |
| Vereinigtes Königreich (OCC) | 46          |

| ChartsJahrescharts (2012)      | Platzierung |
| ------------------------------ | ----------- |
| Vereinigte Staaten (Billboard) | 42          |

### Auszeichnungen für Musikverkäufe
Feel So Close wurde weltweit mit 4× Gold, 27× Platin und einmal Diamant ausgezeichnet. Damit wurde die Single über 6,7 Millionen Mal verkauft.
| Land/Region                  | Auszeichnungen für Musikverkäufe (Land/Region, Auszeichnung, Verkäufe) | Verkäufe  |
| ---------------------------- | ---------------------------------------------------------------------- | --------- |
| Australien (ARIA)            | 9× Platin                                                              | 630.000   |
| Brasilien (PMB)              | Diamant                                                                | 250.000   |
| Deutschland (BVMI)           | Gold                                                                   | 150.000   |
| Frankreich (SNEP)            | —                                                                      | 58.900    |
| Italien (FIMI)               | Platin                                                                 | 50.000    |
| Kanada (MC)                  | 8× Platin                                                              | 640.000   |
| Neuseeland (RMNZ)            | 5× Platin                                                              | 150.000   |
| Norwegen (IFPI)              | Gold                                                                   | 5.000     |
| Portugal (AFP)               | Gold                                                                   | 5.000     |
| Schweden (IFPI)              | Platin                                                                 | 40.000    |
| Schweiz (IFPI)               | Gold                                                                   | 15.000    |
| Spanien (Promusicae)         | Platin                                                                 | 60.000    |
| Vereinigte Staaten (RIAA)    | 3× Platin                                                              | 3.000.000 |
| Vereinigtes Königreich (BPI) | 3× Platin                                                              | 1.800.000 |
| Insgesamt                    | 4× Gold · 31× Platin · 1× Diamant ·                                    | 6.853.900 |

Hauptartikel: Calvin Harris/Auszeichnungen für Musikverkäufe

## Formate
Download
1. Feel So Close – 3:27

Single-CD
1. Feel So Close (Radio Edit) – 3:27
2. Feel So Close (Extended Mix) – 5:30
3. Feel So Close (Nero Remix) – 4:44
4. Feel So Close (Benny Benassi Remix) – 5:20
5. Feel So Close (Dillon Francis Remix) – 5:13
6. Feel So Close (Nero Dub) – 4:44
7. Feel So Close (Instrumental) – 3:29

## Verwendung in anderen Werken
- Folge 4 der 4. Staffel von Vampire Diaries
- Folge 14 der 1. Staffel von The Secret Circle
- im Videospiel Guitar Hero Live